# 三島六三郎
三島六三郎（みしま ろくさぶろう、1985年 九州生まれ- ）は、日本のAV監督。

## 人物
ポルノ映像を専門としている。
AV男優の出てこい中平くん２号は、インタビューでAV監督として思い浮かべる人物を尋ねられた際に、肉尊監督の次に名前をあげている。中平によれば、仕事が早く、押すことがなく、早い時だと２〜３時間巻くこともあるほど。また、指示もすごく端的でわかりやすく安心する、と述べている。

## 主な作品
メーカー
- マドンナ
- オペラ
- ダスッ!
- エスワン
- ムーディーズ
- アタッカーズ
- 溜池ゴロー
- ROOKIE
- ビビアン
- グローリークエスト
- アリスJAPAN
- ファレノ
- タカラ映像
- スカパー・ブロードキャスティング エロスシネマ
- ピーターズ

三島六三郎 名義
- ＭＡＤＯＮＮＡ７周年記念作品「七人の団地妻夫人会長選挙と下着泥棒大騒動」
- 禁断介護
- 寝取られ種付けプレス
- 密着セックス
- お義母、女房ずっといいよ
- 隣人に俺の彼女が寝取られた
- 催眠洗脳された●●
- 嫁姑レズ調教
- 派遣マッサージ師に際どいところ
- 唾液を絡ませ自ら腰をふる。素顔丸出し一泊旅行
- 黒人ホームステイNTR
- 旦那が喫煙している５分の間に時短中出し
- たびじ
- 世界一射精シリーズ

2010年
- 背徳相姦遊戯 ふたりの叔母 ＃02 (2010年2月、グローバルメディアエンタテインメント) 出演:河合律子、押尾伸子

2013年
- オペラ8周年記念 まじスカ学園 スカトロ女番長 激グソ大乱交 （2013年6月25日、オペラ）
- まじスカオフィス スカトロOL 激糞まみれ中出しレイプ（2013年9月、オペラ）

2024年
- 妻の妊娠中、オナニーすらも禁じられた僕は上京してきた義母・あやのさんに何度も種付けSEXをしてしまった…。 加藤あやの (2024年9月、マドンナ)